# Петро (Карпусюк)
Єпи́скоп Пе́тро (Віктор Петро́вич Карпусю́к; 5 січня 1959, Берестя, Білорусь — 6 червня 2020) — єпископ Білоруського екзархату Російської православної церкви, єпископ Дятловський, вікарій Новогрудської єпархії.

## Життєпис
1977—1979 — відбував службу у большевицькій армії.
1979 — поступив до Московської духовної семінарії.
18 березня 1982 — пострижений в чернецтво, 23 квітня — рукопокладений в ієродиякони. Служив як іподиякон Патріарха Пимена.
У тому ж році поступив до Московської духовної академії, яку закінчив у 1986 зі ступенем кандидата богослов'я.
15 квітня 1989 — рукопокладений в сан ієромонаха, далі зведений в сан ігумена.
1990 — зведений в сан архімандрита, призначений економом Троїцько-Сергієвої лаври.
1992 — призначений духовником та будівником у Хрестовоздвиженський Єрусалимський ставропігіальний жіночий монастир села Лукіно, Домодєдовського району Московської області.
17 липня 1992 — визначено бути єпископом Туровським та Мозирським.
24 липня — хіротонія.
24 грудня 2004 — призначений єпископом Бобруйським та Осиповичським. 20 квітня 2005 титул змінений на «Бобруйський та Бихівський».
27 грудня 2005 — звільнений від управління Бобруйської єпархії.
11 квітня 2006 — призначений вікарієм Вітебської та Оршанської єпархії.
25 грудня 2013— єпископ Сморгонський, вікарій Новогрудської та Лідської єпархії.
25 грудня 2014 — єпископ Дятловський, вікарій Новогрудської та Слонімської єпархії.
Помер від ускладнень коронавірусної інфекції 6 червня 2020 року.

## Нагороди
- орден прп. Сергія Радонезького ІІ — ІІІ ступенів;
- орден св. рівноап. кн. Володимира ІІІ ступеню;
- знак ордену прп. Євфросинії Полоцької;
- медаль прп. Сергія Радонезького I—II ступенів.